# Julius Kaltenbach

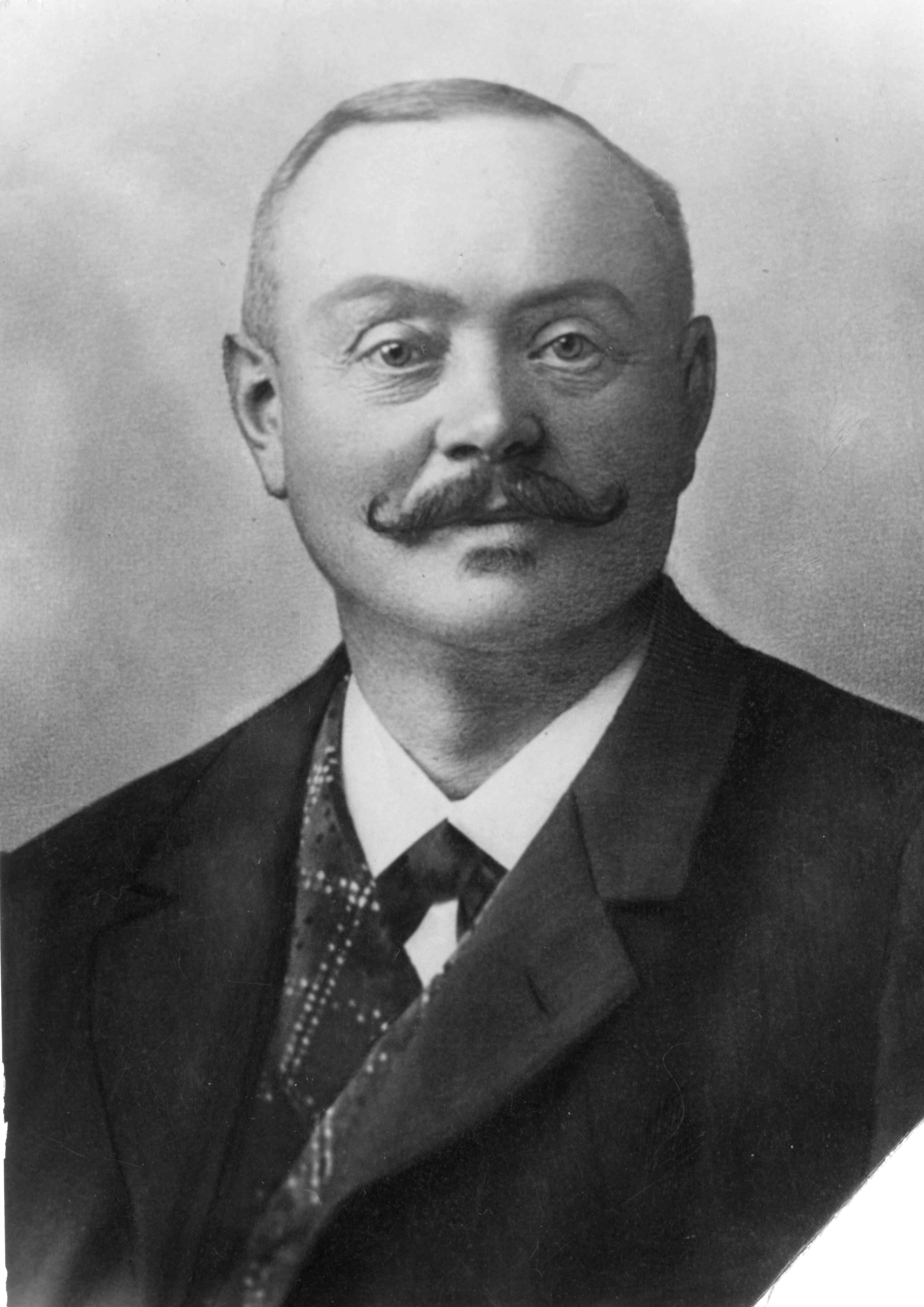
Julius Kaltenbach um 1900

Julius Kaltenbach (* 1858 in Niederweiler; † 1931 in Haagen im Wiesental) war ein deutscher Maschinenbauer und der Unternehmensgründer eines Maschinenbauunternehmens, dessen Nachfolgegesellschaft 2012 das 125-jährige Jubiläum feierte.

## Leben und Wirken
Julius Kaltenbach kam 1858 als drittes Kind des Ehepaars Jakob und Anna Kaltenbach zur Welt. Sein Elternhaus in Niederweiler bei Müllheim bot einer großen Familie Platz; bei der Geburt des dreizehnten Kindes starb die Mutter Anna Maria. Sein Vater Jakob Friedrich Kaltenbach braute Bier und zapfte es in seinem „Gasthaus zur Alten Brauerei“; auch als Landwirt war er tätig. Für Julius fand der Vater in Basel eine Lehrstelle als Mechanikern und verfolgt von Niederweiler aus die Wanderjahre des Gesellen.
Nach drei Jahren Arbeit als Meister beim Werkzeugmaschinenbauer G. Kärger in Berlin kehrte Julius Kaltenbach ins Markgräflerland zurück und machte sich selbstständig. In Haagen im Wiesental (heute Lörrach-Haagen) kaufte er am Kanal 1887 eine Schlosserei und firmierte als „Julius Kaltenbach, Haagen (Baden) – Spezialität Werkzeugmaschinen“. Seine Ehefrau Bertha Reinert fand er in der Wirtstochter im nahen „Gasthaus zur Linde“. Nach der Hochzeit 1892 erfolgte der Umzug in den Firmenneubau in der Güterstraße 45 in Lörrach. Hier wuchsen die gemeinsamen Kinder Julius d. Jüngere und Hans auf. Der findige Firmengründer Julius Kaltenbach führte sein Unternehmen fast vier Jahrzehnte lang, bis er die Werkzeugmaschinensparte 1926 an seinen Sohn Hans und die Landmaschinensparte an seinen Sohn Julius Kaltenbach übergab.